# Årstaberg

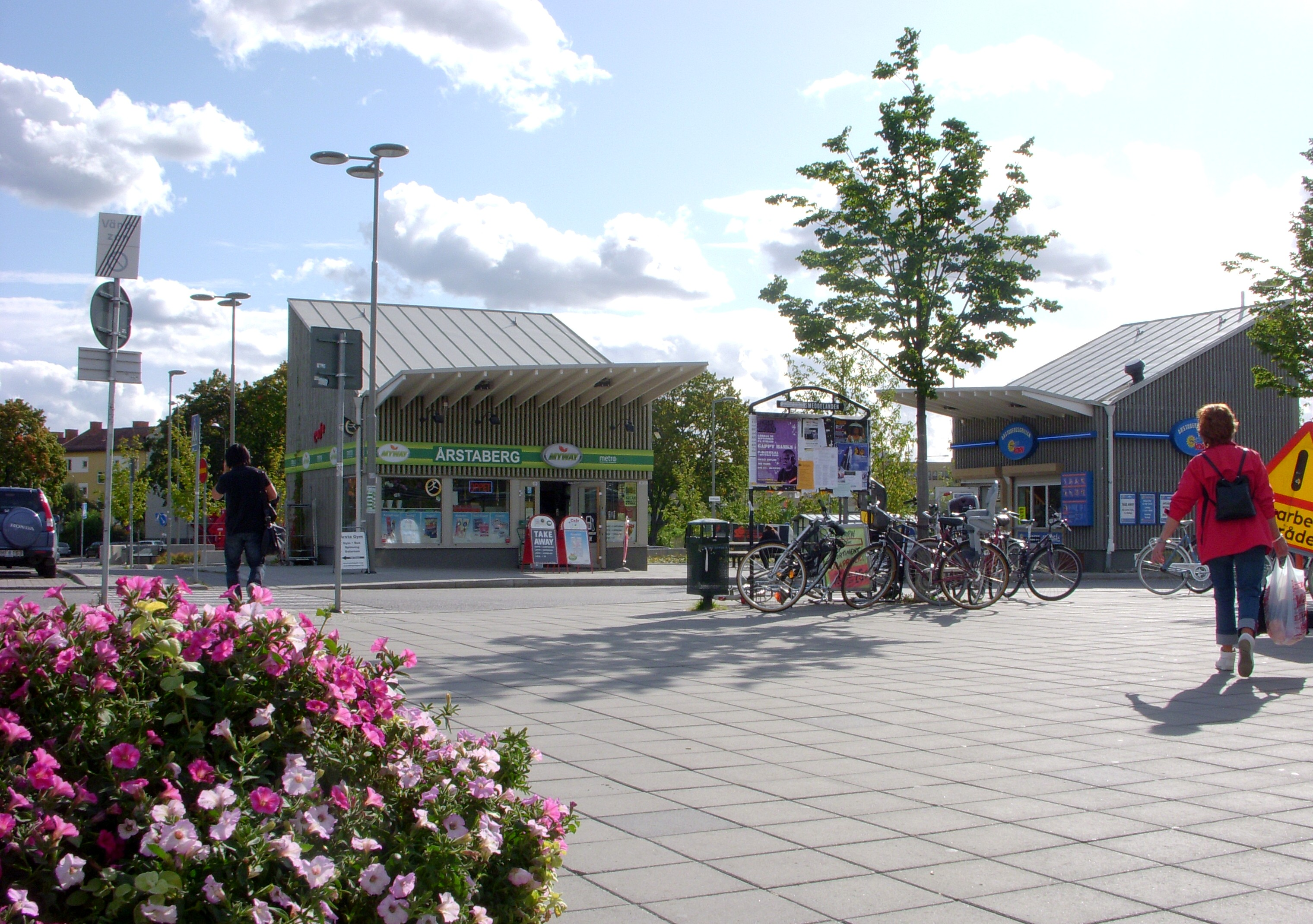
Torget Svärdlångsplan.

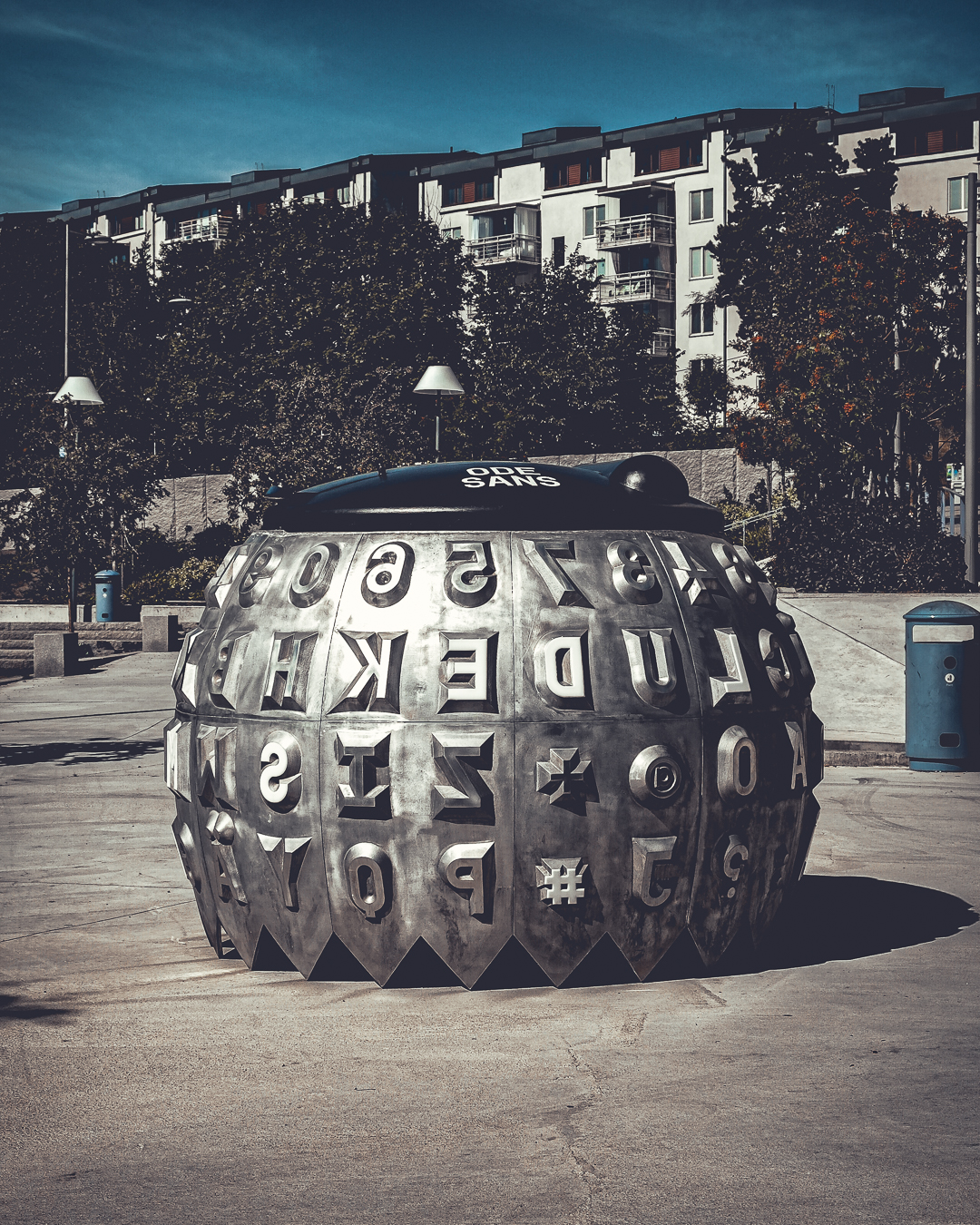
IBM skrivkula i Årstaberg.

Årstaberg är ett informellt område i stadsdelarna Liljeholmen och Årsta i Söderort inom Stockholms kommun. Området begränsas ungefär av Årstabergsvägen i söder, av Svärdlångsvägen i öster, av Årstadal i norr och grönområdet med Berga gamla tomt (före detta egendomen Zachrisberg) i väster.

## Historia

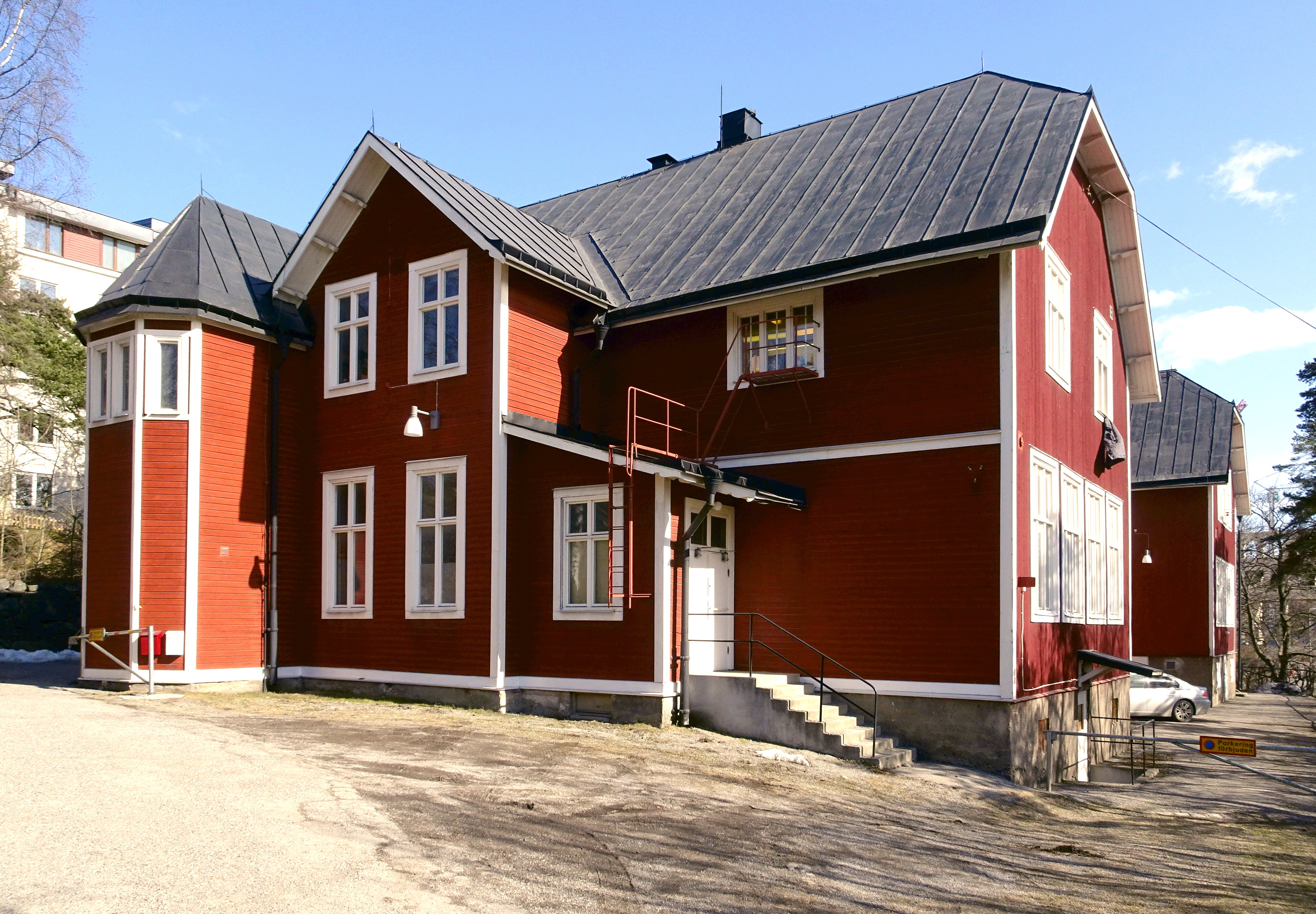
Årsta gamla skola.

Årstaberg var ursprungligen namnet på ett torp från 1700-talet som lydde under Årsta gård. År 1863 låg det vid nuvarande Årstabergsvägen nära Södertäljevägen. Huset monterades ner 1963. På den södra sluttningen av Nybodaberget vid Årstabergsvägen uppfördes från 1863 en samling hus; samtliga hus var namngivna och det östligaste bar namnet Årstaberg. Husen revs under 1930-talet.
I modern tid finns ett industri- och företagsområde där husen en gång stod. En rest av den äldre bebyggelsen utgör Årsta gamla skola från 1903 som ännu står kvar.

## Omdaning 2016-2021
Byggarbeten pågår sedan 2016 för ett omfattande bostadsområde väster om järnvägen, där det tidigare fanns industribyggnader från 1960-talet. Detaljplanen (S-Dp 2013-02707) vann laga kraft i maj 2016 och syftar till ny bebyggelse för omkring 900 lägenheter, förskola och verksamhetslokaler i bottenvåningar och garage i källarplanen. Planen rymmer också en park som uppkallas efter den gamla egendomen Zachrisberg som låg i närheten. Dessutom uppförs Årstahusen, tre bostadshöghus i kvarteret Mötesplatsen vid Årstaskogs väg. Husen byggs på uppdrag av Ikano efter ritningar av Varg Arkitekter.

## Sjöviksskolan
Januari 2020 öppnades en av Stockholms största grundskolor för 1200 elever i årskurs F-9. Det är tre gånger så många som fick plats i skolan den ersatte. Sjöviksskolan har en yta på 15800 kvadratmeter och kostade 400 miljoner. Bygghandlingarna projekterades av Niras Arkitekter efter förfrågningsunderlag från Max Arkitekter. Byggnaden innehåller även en nedsprängd idrottshall.

## Kommunikationer
- Årstaberg pendeltågsstation
- Årstaberg spårvagnshållplats
- Bussterminalen "Årstaberg"

## Galleri

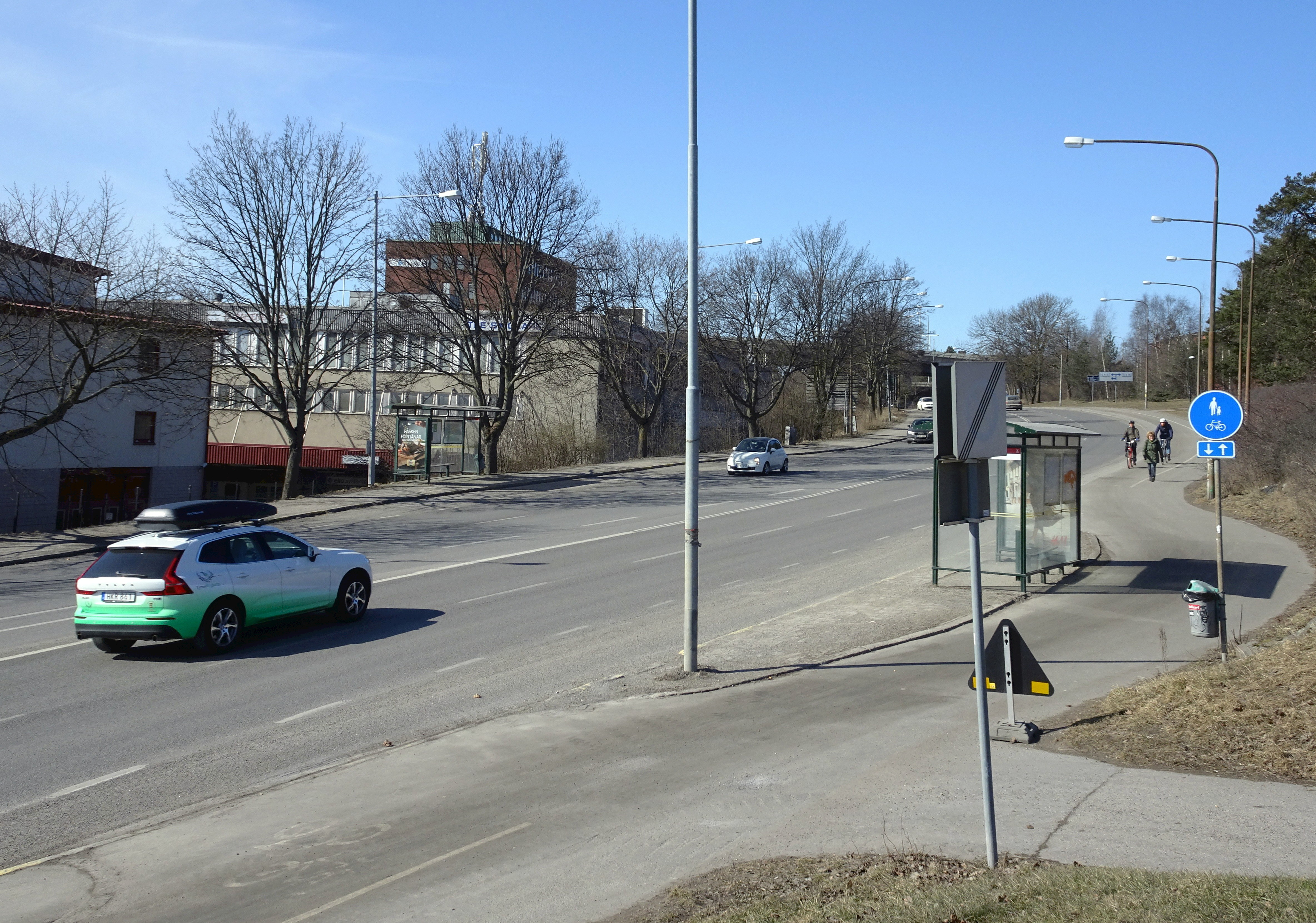
Årstabergsvägen västerut
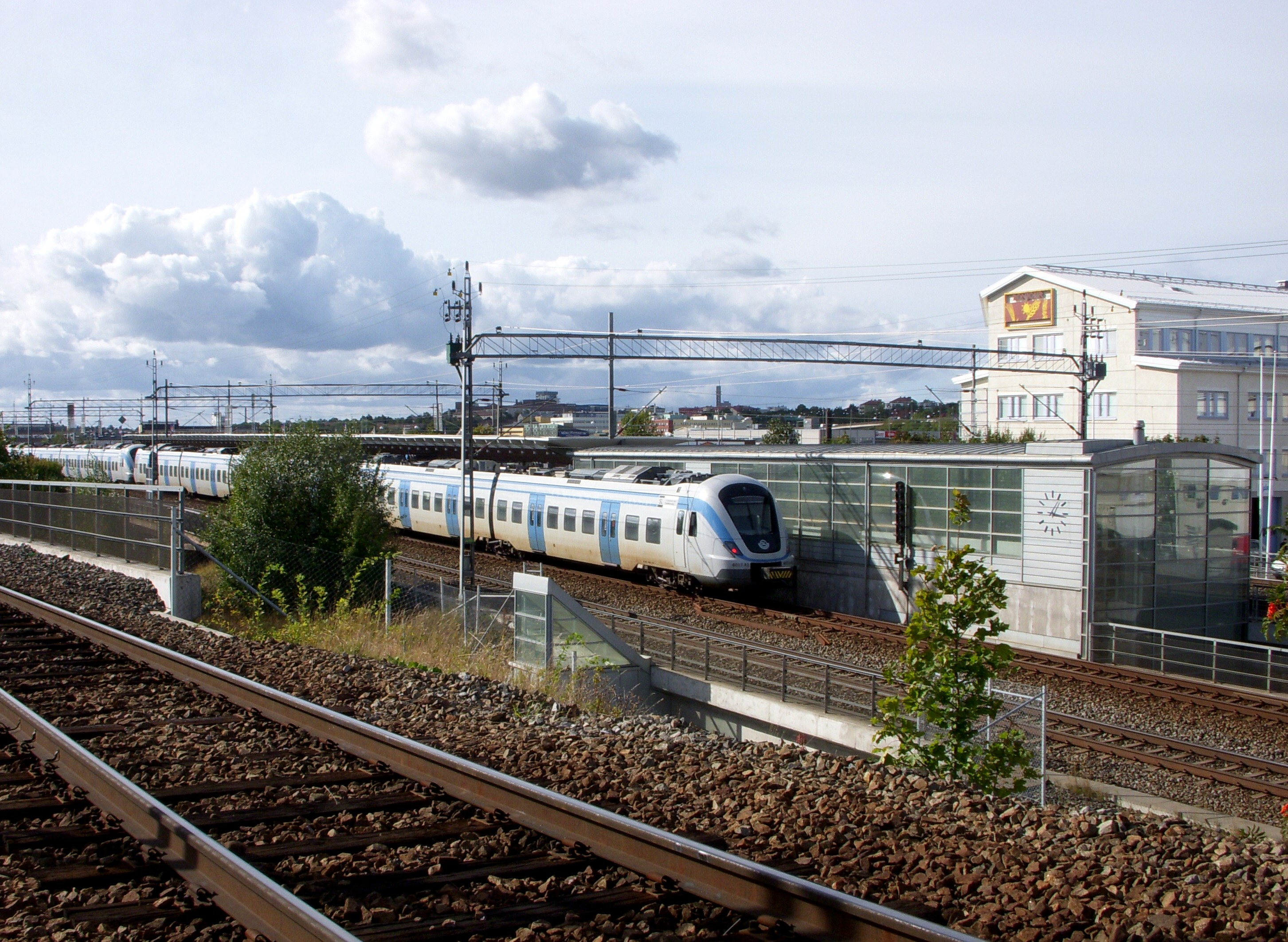
Stationen med ett pendeltåg typ X60 på ingång
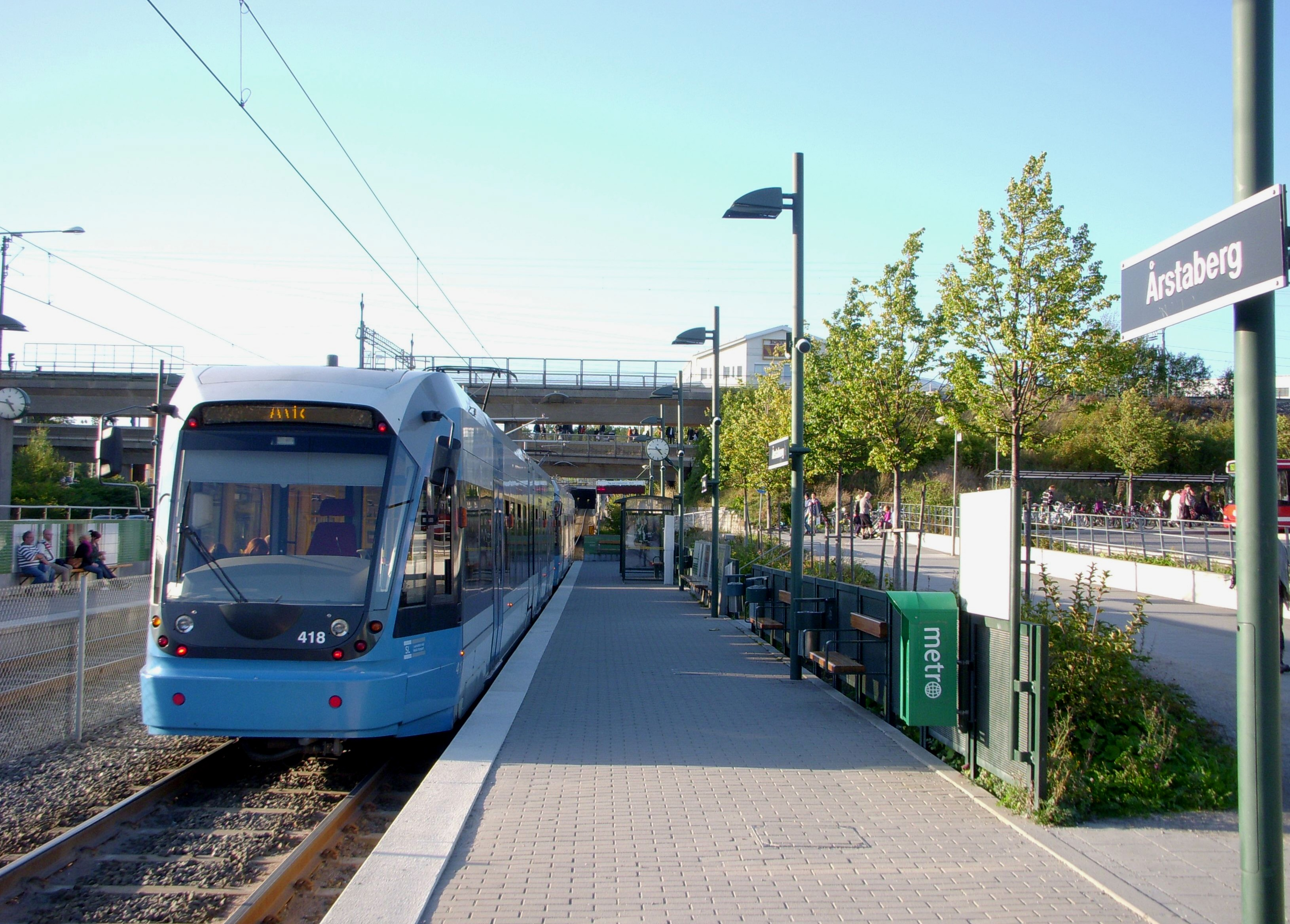
Årstaberg spårvagnshållplats på Tvärbanan
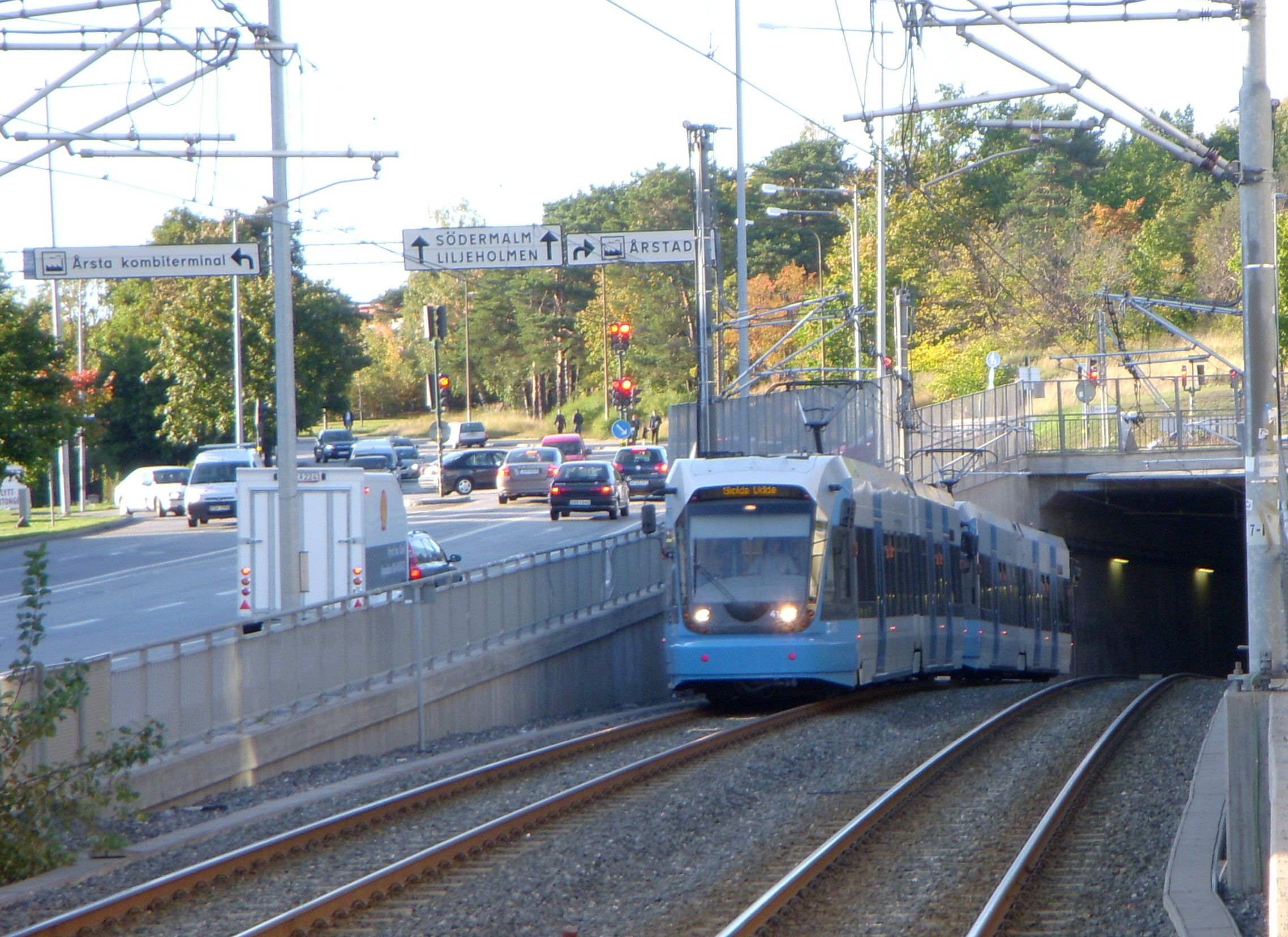
Tunneln till Årstadal.

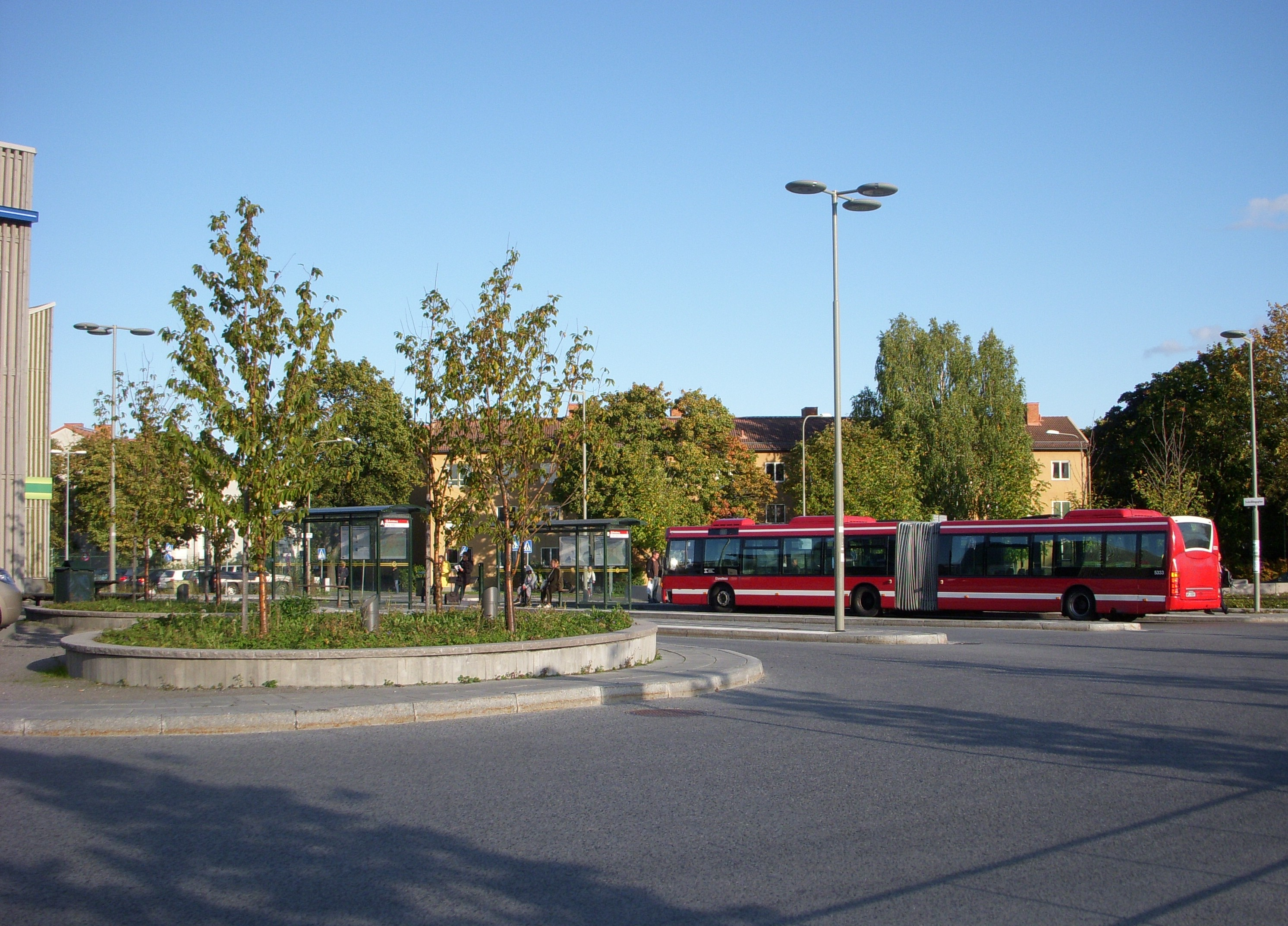
Bussterminalen "Årstaberg"
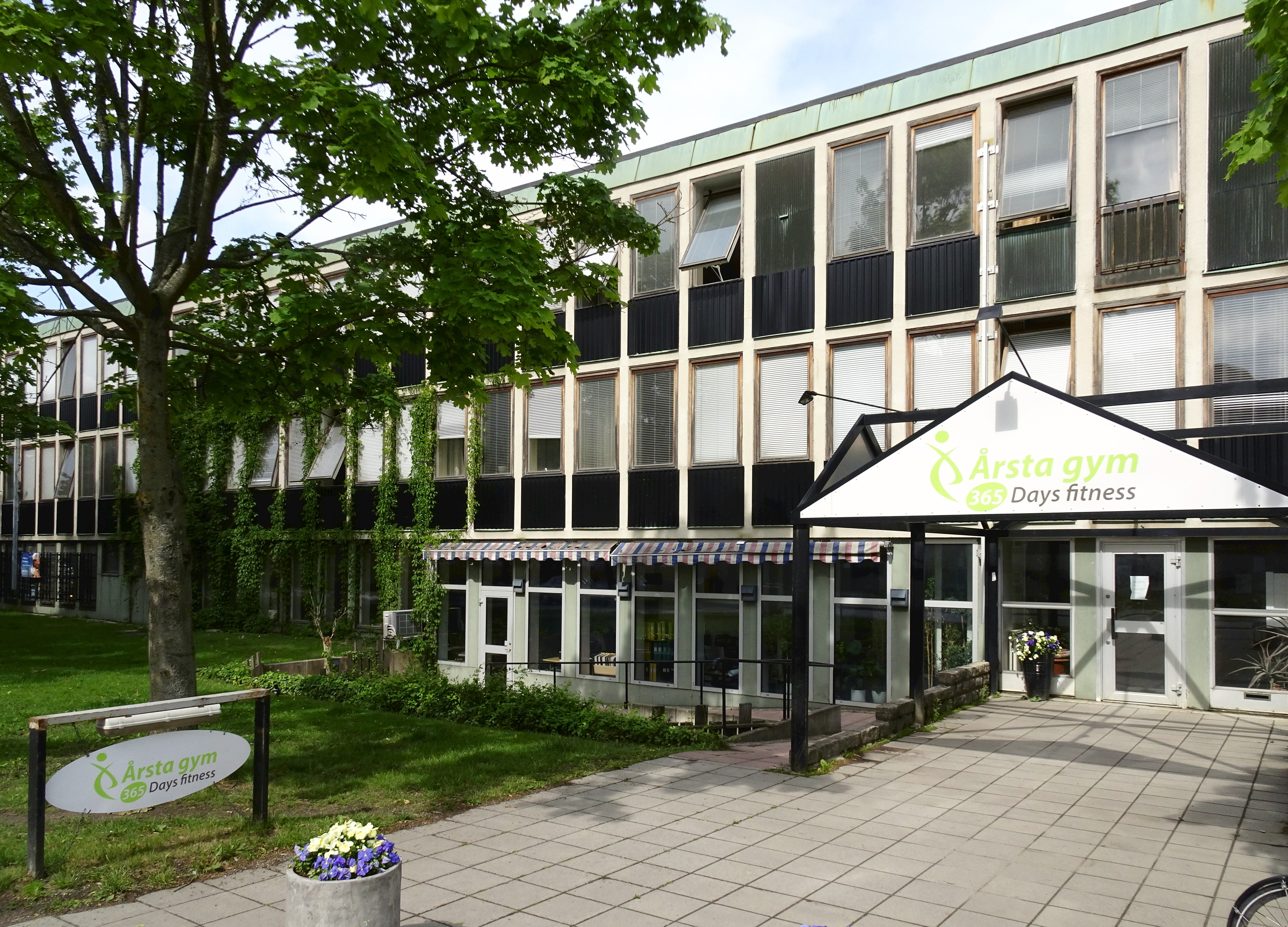
Svärdlångsvägen 44, arkitekt Kaleb Sjödén
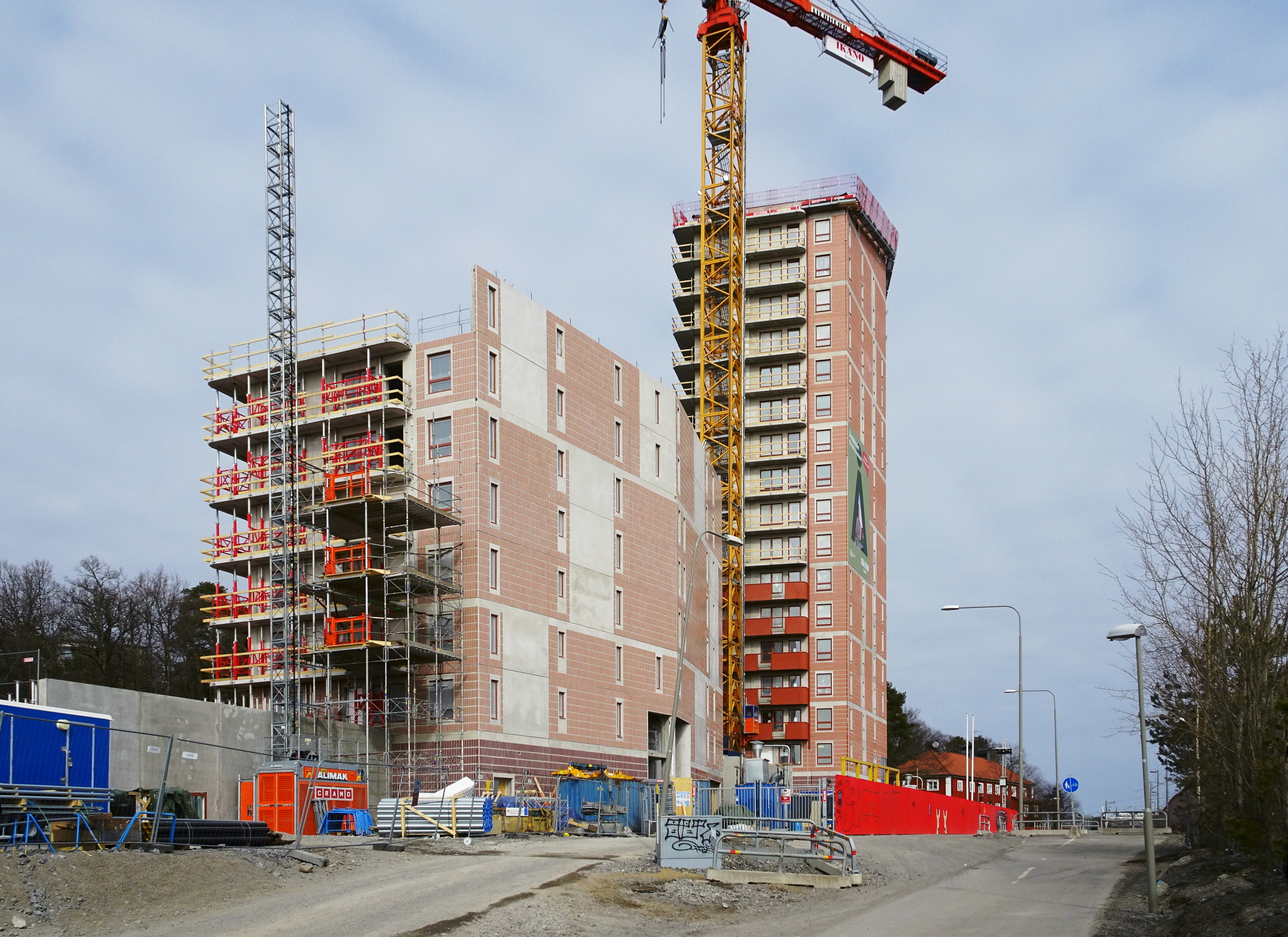
Årstahusen under uppförande, mars 2018.
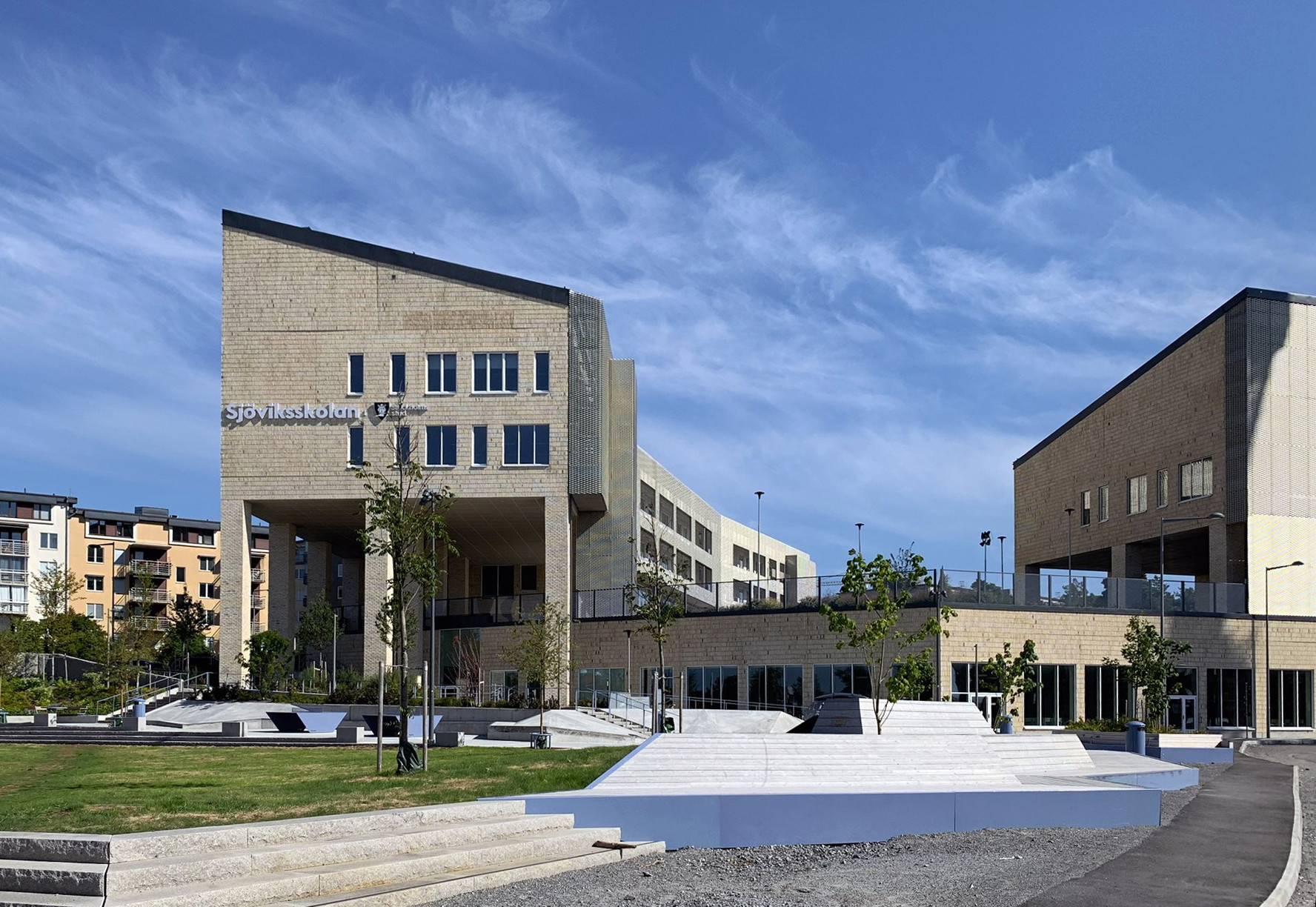
Nybyggda Sjöviksskolan, 2020.